# افغانستان در المپیک تابستانی ۱۹۸۰
اگر چه بسیاری از کشورها مسابقات سال ۱۹۸۰ المپیک تابستانی در مسکو را به دلیل حمله شوروی به افغانستان تحریم کردند، اما خود افغانستان در این مسابقات شرکت کرد. این مسابقات در شهر مسکو پایتخت اتحاد جماهیر شوروی برگزار شد. این مسابقات بازگشتی دوباره برای کشور افغانستان بود، پس از آنکه در مسابقات المپیک تابستانی ۱۹۷۶ که در مونترال کانادا برگزار شد حضور نداشت.

## بوکس
| ورزشکار      | وزن         | راند ۱                 | راند ۲    | راند ۳    | راند ۴    | راند ۵    | فینال     | فینال |
| ورزشکار      | وزن         | نتیجه                  | نتیجه     | نتیجه     | نتیجه     | نتیجه     | نتیجه     | رتبه  |
| ------------ | ----------- | ---------------------- | --------- | --------- | --------- | --------- | --------- | ----- |
| احمد نسار    | -۵۴ کیلوگرم | محمد (ETH) · L PTS     | صعود نکرد | صعود نکرد | صعود نکرد | صعود نکرد |           | ۱۷    |
| اسماعیل محمد | -۵۷ کیلوگرم | فینک (GDR) · L KO۱     | صعود نکرد | صعود نکرد | صعود نکرد | صعود نکرد |           | ۱۷    |
| غلام ربانی   | -۶۰ کیلوگرم | جو-اونگ (PRK) · L TKO۲ | صعود نکرد | صعود نکرد | صعود نکرد | صعود نکرد | صعود نکرد | ۱۷    |

## کشتی
مردان آزاد
| ورزشکار          | وزن    | راند ۱                     | راند ۲                     | راند ۳                  | راند ۴    | راند ۵    | فینال     | فینال |
| ورزشکار          | وزن    | نتیجه                      | نتیجه                      | نتیجه                   | نتیجه     | نتیجه     | نتیجه     | رتبه  |
| ---------------- | ------ | -------------------------- | -------------------------- | ----------------------- | --------- | --------- | --------- | ----- |
| محمد اختر        | −۴۸ kg | Jabbar (IRQ) · W Fall      | Falandys (POL) · L ۰-۴     | Se-Hong (PRK) L ۰-۴     | صعود نکرد | صعود نکرد | صعود نکرد | ۹     |
| محمد عین الدین   | −۵۲ kg | Efremov (YUG) · L Fall     | Thieng (VIE) · W Fall      | Dok-Ryong (PRK) · L ۱-۳ | صعود نکرد | صعود نکرد | صعود نکرد | ۹     |
| محمد هلیل الله   | −۵۷ kg | Hurtado (PER) · L ۱-۳      | Neagu (ROM) · L Forfeit    | صعود نکرد               | صعود نکرد | صعود نکرد | صعود نکرد | ۱۲    |
| خجاوید زاهدی     | −۷۴ kg | Fawaz (SYR) · W Fall       | Steingräber (GDR) · L Fall | صعود نکرد               | صعود نکرد | صعود نکرد | صعود نکرد | ۱۱    |
| احمد جان خاسان   | −۸۲ kg | Mazur (POL) · L DQ         | صعود نکرد                  | صعود نکرد               | صعود نکرد | صعود نکرد | صعود نکرد | ۱۴    |
| ابراهیم شودزندین | −۹۰ kg | Tserentogtokh (MGL) · L DQ | Diop (SEN) · L Fall        | صعود نکرد               | صعود نکرد | صعود نکرد | صعود نکرد | ۱۱    |

مردانه فرنگی
| ورزشکار      | وزن         | راند ۱               | راند ۲                | راند ۳    | راند ۴    | راند ۵    | فینال     | فینال |
| ورزشکار      | وزن         | نتیجه                | نتیجه                 | نتیجه     | نتیجه     | نتیجه     | نتیجه     | رتبه  |
| ------------ | ----------- | -------------------- | --------------------- | --------- | --------- | --------- | --------- | ----- |
| غلام ثنای    | -۶۲ کیلوگرم | Tóth (HUN) · L پاییز | Mygiakis (GRE) · L DQ | صعود نکرد | صعود نکرد | صعود نکرد | صعود نکرد | ۱۱    |
| سخی‌داد حمیدی | -۶۸ کیلوگرم | Supron (POL) · L DQ  | پررنگ (MGL) · L DQ    | صعود نکرد | صعود نکرد | صعود نکرد | صعود نکرد | ۱۳    |